# Zahr al-Riyad
Zahr al-Riyad, död 1431, var en nasridisk prinsessa.
Zahr al-Riyad var dotter till visiren Abu Surur Mufarrij och den nasridiska prinsessan Gayat al-Munya. Hennes mors exakta genealogi är inte känd. Hennes far tillhörde den mäktiga klanen Banu Sarraj (“Abencerrajes”), och hade varit rådgivare till Yusuf III. 
Hennes far var en före detta kristen slav som hade konverterat till islam och frigetts. Det har spekulerats huruvida hon själv var kristen eller konverterat till islam: muslimsk lag tillät en man att gifta sig med en kristen kvinna utan att hon konverterade, och hennes klan Banu Sarraj hade kontakter med kristna både inom och utanför Granada. 
Hennes giftermål med Muhammad IX arrangerades möjligen av Banu Sarraj för att hjälpa Muhammad IX att störta Yusuf III:s son Muhammad VIII år 1419, sedan denna släppts fri från Salobreña. Efter kuppen var det den nya härskaren Muhammad IX:s hustru som gav order om att avrätta den avsatte monarkens visir, inte Muhammad IX själv, eftersom han inte ville bryta det ord om fri lejd han hade givit genom att ge order om det själv. Zahr al-Riyad utpekas som den hustru som gav denna order och som hennes första akt för att stödja sin familjeklan Banu Sarraj, men det kan också ha varit Muhammad IX:s första hustru Umm al-Fath (II). 
Zahr al-Riyad fungerade som en medlare mellan sin make och sin egen mäktiga familjeklan, som hans styre lutade sig på. Hon förde diplomatisk korrespondens med Alfons V av Aragonien i september/oktober 1430 för att förhandla om stöd för sin make med Aragonien mot Kastilien, som stödde makens rival Yusuf ibn al-Mawl, före slaget vid La Higueruela (1431). Detta var enda gången en nasridisk prinsessa korresponderat med en kristen kung istället för att gå via dennes kvinnliga familjemedlemmar. Hon förhandlade framgångsrikt för att Aragonien skulle frige hennes bröder, som tillfångatagits under en räd. 
Zahr al-Riyad avled 1431, förmodligen i december 1431, Yusuf ibn al-Mawl tog Granada och hennes make flydde till Malaga. 